# Trégor
Le Trégor (en breton : Bro-Dreger) est une ancienne division administrative et religieuse constituant l'un des neuf pays de Bretagne. Situé dans le nord-ouest de la Bretagne, entre la Manche et les monts d'Arrée, il comprend la partie nord-ouest du département des Côtes-d'Armor et une petite partie du nord-est du Finistère, jusqu'à la rivière de Morlaix. Les villes principales sont Lannion, Morlaix, Perros-Guirec, Guingamp et Tréguier, qui en est la capitale historique.

## Géographie

### Pays de tradition
L'ancien évêché de Tréguier était divisé en deux circonscriptions religieuses :
- l'archidiaconé de Poucastel, à l'ouest, entre le Queffleut et le Léguer. Il est devenu le Bas-Trégor[2] ;
- le Grand Archidiaconé, à l'est, entre le Léguer et le Leff. Il a donné :
  - le Grand-Trégor, entre le Léguer et le Trieux,
  - le Petit-Trégor, au sud-est, entre le Trieux et le Leff.

Les noms de Bas-Trégor, de Grand-Trégor et de Petit-Trégor sont tombés en désuétude. Ils n'ont plus valeur que chez les musiciens et danseurs, les trois pays proposant des danses différentes. Pour ce qui concerne le costume, en revanche, le Trégor est la province de Bretagne qui présente la plus grande unité.

### Cadre géologique

Carte géologique du Massif armoricain, avec au nord-est le batholite mancellien et ses nombreux plutons de granite cadomien (Trégor, Lanhélin, Louvigné, Vire, Avranches…). Ce batholite dessine une ellipse de 150 km (d'Alençon à la Rance) sur 90 km (de Vitré à Vire).

Le plateau trégorrois est localisé dans la partie médiane du domaine nord armoricain, unité géologique du Massif armoricain qui est un socle ouest-européen de faible altitude (maximum 400 m), caractérisé par des surfaces d'aplanissement et qui résulte d'une histoire complexe composée de trois orogenèses : icartienne (Paléoprotérozoïque,ca. 2,2-1,8 Ga), cadomienne (Édiacarien 750-540 Ma) et surtout varisque (ou hercynienne, au Dévonien-Carbonifère, 420-300 Ma). La structure du Massif armoricain résulte de la superposition de l'héritage de ces deux derniers orogènes.
L'histoire géologique du plateau du Trégor est marquée par le cycle icartien (de ca. -2 200 Ma à -1 800 Ma) dont la géodynamique est mal connue, et le cycle cadomien (entre 750 et 540 Ma) qui se traduit par la surrection de la chaîne cadomienne qui devait culminer à environ 4 000 m et regroupait à cette époque (avant l'ouverture de l'océan Atlantique) des terrains du Canada oriental, d'Angleterre, d'Irlande, d'Espagne et de Bohême. À une collision continentale succède une période de subduction de l'océan celtique vers le sud-est, sous la microplaque Armorica appartenant alors au supercontinent Gondwana. Des failles de direction N40°-N50°enregistrent un raccourcissement oblique, orienté environ NNE-SSW. Cette tectonique régionale entraîne un métamorphisme à haute température et basse pression. À la fin du Précambrien supérieur, les sédiments briovériens issus de l’érosion rapide de la chaîne cadomienne sont ainsi fortement déformés, plissés, formant essentiellement des schistes et des gneiss. Les massifs granitiques du Mancellien (notamment le massif côtier nord-trégorrois, le granite de Plouha, les diorites et gabbros de Saint-Quay-Portrieux), dont la mise en place est liée au cisaillement nord-armoricain scellent la fin de la déformation ductile de l'orogenèse cadomienne. À leur tour, ces massifs granitiques sont arasés, leurs débris se sédimentant dans de nouvelles mers, formant les « Séries rouges » qui se déposent dans le bassin ordovicien de Plouézec-Plourivo, hémi-graben limité au nord par la faille de Trégorrois. Les grands traits de l’évolution géologique du Trégor sont alors fixés. L'altération a également transformé les roches métasédimentaires en formations argilo-sableuses. Enfin, au Plio-quaternaire, les roches du substratum sont localement recouvertes par des dépôts récents issus de l’action du vent (lœss, limons sur les coteaux).
La région géologique appartient plus précisément à l'unité du Trégor-Hague représentée principalement par un complexe volcano-plutonique comprenant le batholite du Trégor s.s. (pluton de granitoïdes calco-alcalins — diorites à granites — mis en place au sein des gneiss icartiens et qui fait partie d'un ensemble plus vaste, le batholite mancellien) et les « Tufs de Tréguier » (tufs, ignimbrites et laves intermédiaires à acides).
Touristiquement, les principaux aspects de la géologie de cette région peuvent être abordés au cours de promenades naturalistes qui permettent d'observer sur un espace réduit du territoire , des roches d'âge et de nature différents, des structures géologiques (cisaillement, faille, pli, schistosité) témoins de phénomènes géologiques d'ampleur (magmatisme, tectogenèse, métamorphisme, érosion…).

### Fleuves trégorrois
D'ouest en est :
- Dourduff
- Douron
- Yar
- Roscoat
- Kerdu
- Léguer
- Jaudy et son affluent le Guindy
- Trieux

### Îles trégorroises
D'ouest en est :
- Île Milliau
- Île Aganton
- Molène
- Île-Grande
- Sept-Îles
- Île Tomé
- Îles de Buguélès (entre autres l'île Illiec)
- Île de Pors Scaff
- Île d'Er
- Sillon de Talbert
- Île Maudez

## Histoire

### Moyen Âge
La frontière du Trégor est la rivière de Morlaix. La rive ouest de cette ville était donc précédemment dans l’évêché de Léon, tandis que l'autre rive était dans l’évêché de Tréguier.
Le drapeau traditionnel du Trégor emporte un dragon rouge, similaire à celui des envahisseurs bretons du VIe siècle, originaires du royaume du Powys (région est du pays de Galles), chassés de Grande-Bretagne par les envahisseurs anglo-saxons du royaume voisin de Mercie. Vers 656, les rois de Mercie conquièrent la partie orientale du Powys. Au cours des siècles suivants, le Powys subit de nombreux assauts anglo-saxons ce qui l'affaiblit durablement.
Le Poher voisin témoigne par son nom de la même origine d'un peuplement venus du Powys gallois.
En 1032, dans le cadre d'une réorganisation politique de la Bretagne, l'apanage des Penthièvre est constitué en un évêché distinct, l'évêché de Saint-Brieuc. Les Penthièvre étant également seigneurs de Guingamp, est érigé simultanément un évêché de Tréguier par détachement de l'évêché de Léon dans le but d'affaiblir la puissante famille des comtes de Léon qui sont indépendants du Duc jusqu'à ce que cette famille soit anéantie, quelques générations plus tard. Depuis, l'hagiographie élaborée dans les chapitres de ces évêchés s'est employée à asseoir leurs origines sur des ermites antiques. Les deux évêchés de Léon et de Trégor sont toutefois restés très proches, et par la langue bretonne, et par leurs actions coordonnées, l'évêque de Tréguier trouvant un accès direct à la Curie romaine par le comte-évêque voisin qui ne dépend pratiquement que de Rome. C'est ainsi par exemple qu'en 1325  un collège de Tréguier, reconstruit ultérieurement en Collège de France par François Ier, est fondé par Monseigneur Guillaume de Coëtman à Paris, presque simultanément à un collège de Léon voisin.

### Temps modernes

#### La culture et le rouissage du lin
Le Trégor a occupé une place importante dans la culture du lin en Bretagne. La richesse des sols du Trégor enrichis par les amendements marins — goémon et maërl — ainsi que la douceur et l'humidité du climat, sont des facteurs favorables à la croissance du lin, ainsi qu'à son rouissage et son blanchiment. Toutefois, en raison des exigences de la plante, une parcelle ne peut être plantée en lin que tous les 6 à 8 ans. « Dans le Trégorrois, la couverture d'humus et de loess offre aux longues racines du lin un sol profond et meuble. Leurs tiges frêles se trouvent protégées de la violence des vents par le relief accidenté des sols, par les haies vives et les talus garnis d'arbres ». Le lin a l'inconvénient d'appauvrir le sol, notamment en raison du grand nombre de ses racines.
Les graines de lin doivent être renouvelées régulièrement car les semences locales dégénèrent rapidement, en raison de l'arrachage précoce du lin qui ne permet pas aux graines de parvenir à totale maturité. Des navires bretons vont régulièrement chercher des graines en Mer Baltique entre 1580 et 1630. À partir de la régence de Louis XIII, les armateurs de Roscoff importent massivement des graines venues de Lettonie et Lituanie. Entre 1720 et 1759, pour deux cent cinquante six navires entrant à Roscoff — depuis ce port, les graines sont acheminées par barques dans les petits ports du Trégor —, deux cent quatre viennent de Lübeck, dix-neuf sont danois, quinze hollandais et un seul breton. En 1750, selon De Coisy, Roscoff importe 12 000 barils de graines de lin — chaque baril pesant 160 livres — dont 7 000 destinés au Trégor, 3 000 au Léon et 2 000 au Goëlo.
Les terres destinées au lin sont travaillées à trois reprises — labourage, hersage, sarclage — afin d'obtenir une terre aussi fine que possible. Semé en mai, le lin est récolté à la main en juillet. Il est alors "égrugé" à la ferme à l'aide d'un peigne de fer afin d'en récolter les graines, puis on procède à son rouissage dans des routoirs, de vastes cuves en pierre installées au sortir d'une fontaine ou le long d'un ruisseau. Le rouissage consiste à immerger pendant une à deux semaines le lin afin de dissoudre la gomme (chènevotte) qui agglutine les fibres de la plante. Ensuite les "liniers" assurent la vente de la filasse et son transport à destination des fileuses ou filandières : Lanvollon s'est spécialisé dans le transport du lin vers les zones de manufacture. L'essor des "voituriers", transporteurs dits aussi "linotiers", dans cette commune — on en dénombre 50 en 1836, ils utilisent 200 chevaux pour transporter le "lin en bois" c'est-à-dire le lin récolté, roui et séché — s'explique en partie par sa situation sur la frontière linguistique, la plupart des voituriers maîtrisant plus ou moins les deux langues, français et breton.
Les tiges de lin sont donc rouies sur place dans des routoirs. En 1857 encore, un rapport de l'administration préfectorale comptabilise 3 605 routoirs dans l'arrondissement de Lannion, 475 dans celui de Guingamp, 497 dans celui de Saint-Brieuc et 60 dans la seule commune de Penvénan en 1859. Le rouissage en eaux vives est aussi pratiqué, notamment dans la Rance, le Leff et le Trieux. Il permet d'obtenir une filasse de meilleure qualité.
Le 6 août 1735 le Parlement de Bretagne fait « défense à toutes personnes de jeter des immondices et mettre lins et chanvres à rouir dans les rivières et étangs ». Un arrêt du 26 juin 1782 précise :  « Les lins et chanvres doivent être déposés dans des mares ou douves, de manière qu'il n'y ait point de communication avec les fontaines, abreuvoirs ou eaux courantes ». Ce n'est que le 17 juin 1896 qu'un arrêté préfectoral interdit définitivement le rouissage par eau dans les Côtes-du-Nord.
Désormais le rouissage se pratique « en exposant les plantes textiles sur le terrain, prés ou champs », sa pratique étant totalement interdite en 1909 en raison de la pollution engendrée. Le rouissage du lin est progressivement remplacé dans la seconde moitié du XIXe siècle par le teillage qui nécessite l'emploi de la force hydraulique des moulins à eau, notamment le long du Léguer, du Jaudy, du Trieux, etc., pour écraser les fibres. Ceux-ci sont remplacés par des machines à vapeur après la Première Guerre mondiale. Si 82 établissements de teillage sont dénombrés en 1906 dans les Côtes-du-Nord — 69 dans le Trégor, par exemple celui de Pont-Pol sur le Queffleuth, près de Morlaix — ils ne sont déjà plus que 45 en 1926.
Le département des Côtes-du-Nord compte 30 000 fileuses en 1816, principalement dans le quadrilatère Saint-Brieuc - Coray - Pontivy - Moncontour centré sur Quintin. Puis les "filotiers" — La Roche-Derrien en compte 23 en 1836, Plourivo 9, Ploubazlanec 8, etc. — achètent les fils produits par les fileuses et les revendent aux tisserands.
Mais le Trégor ne développera jamais une activité manufacturière textile importante, même si la région de Pédernec, Bégard, Prat et Guingamp fabrique des toiles de lin appelées "grâciennes". Le nom provient de la localité de Grâces près de Guingamp. Le Trégor cultive la matière première mais le fil de lin est ensuite redistribué vers les lieux de tissage.
Les surfaces consacrées à la culture du lin dans les Côtes-du-Nord sont passées d'environ 8 000 hectares en 1871 à 3 000 hectares pendant l'Entre-deux-guerres et sont quasi nulles à partir de la décennie 1960.

### Révolution française
C'est le 27 janvier 1790 que les députés bretons, rejetant la demande formulée par les habitants de Morlaix d’être intégrés dans le département de Saint-Brieuc, décident qu’au nord, la limite départementale se confondra avec le cours du Douron. Ainsi se trouve constitué, par démembrement de l'évêché de Tréguier, un Trégor qu'on appellera finistérien ou morlaisien.

### LeXIXesiècle
L'usage de toits en tuiles rouges est assez fréquent dans le Trégor, à la différence du reste de la Bretagne. Cette particularité s'explique par l'important commerce de cabotage transmanche qui se développe grâce à des goélettes dans le courant du XIXe siècle entre l'Angleterre et le Pays de Galles d'une part, la Bretagne d'autre part. Ces tuiles viennent, du moins pour les plus anciennes, vers 1830 de Bridgwater. D'autres, par la suite, portent les portraits de la reine Victoria ou de Napoléon III.

## Le Trégor de nos jours
Le territoire du Trégor correspond à celui de 127 communes actuelles, sur une superficie totale de 2 251 km2.
La région est coupée en deux par la route nationale 12 qui la traverse d'est en ouest. À l'ouest de Guingamp, une branche de cette voie expresse remonte au nord sur Lannion et Perros-Guirec. Guingamp, Plouaret, Lannion et Morlaix sont desservis par l'avion — Lannion Servel — et par le train. La ligne Paris-Brest est une voie classique. Le TGV n'y circule donc pas à grande vitesse, il faut compter 3 h 30 de trajet entre Paris-Montparnasse et Lannion avec un changement à Plouaret ou Guingamp. Il y a un aéroport à Lannion, qui depuis la fermeture de la ligne avec Paris-Orly en 2018 n'offre plus de liaisons régulières.
Le club sportif le plus célèbre est le club de football En Avant de Guingamp. La région compte aussi quelques clubs de tennis de table de niveau national.

## Politique
Contrairement au Léon qui est historiquement plus conservateur, la population trégorroise a historiquement un vote plus communiste, ce qui lui a valu le surnom de « Trégor rouge ».
Selon l'historien Jean-Jacques Monnier : « Ça remonte au Moyen Âge. Comme les terres y étaient pauvres. Leurs propriétaires, des abbayes pour la plupart, avaient du mal à trouver des paysans pour les cultiver. Pour les motiver, elles leur concédaient des avantages sous forme d'exonérations de charges ou en leur accordant des terres qu'ils pouvaient gérer collectivement. Ça a généré une sorte de communisme agraire dans lequel les paysans avaient une plus grande liberté par rapport aux propriétaires. Cet état d'esprit a perduré au fil des siècles, il est, par exemple à l'origine de révoltes sous l'Ancien régime ou d'un vote contestataire radical et laïque au XIXe siècle ». On constate également que le Trégor est le pays de Bretagne qui fera le moins face à des insurrections chouannes en mars 1793.

## Culture

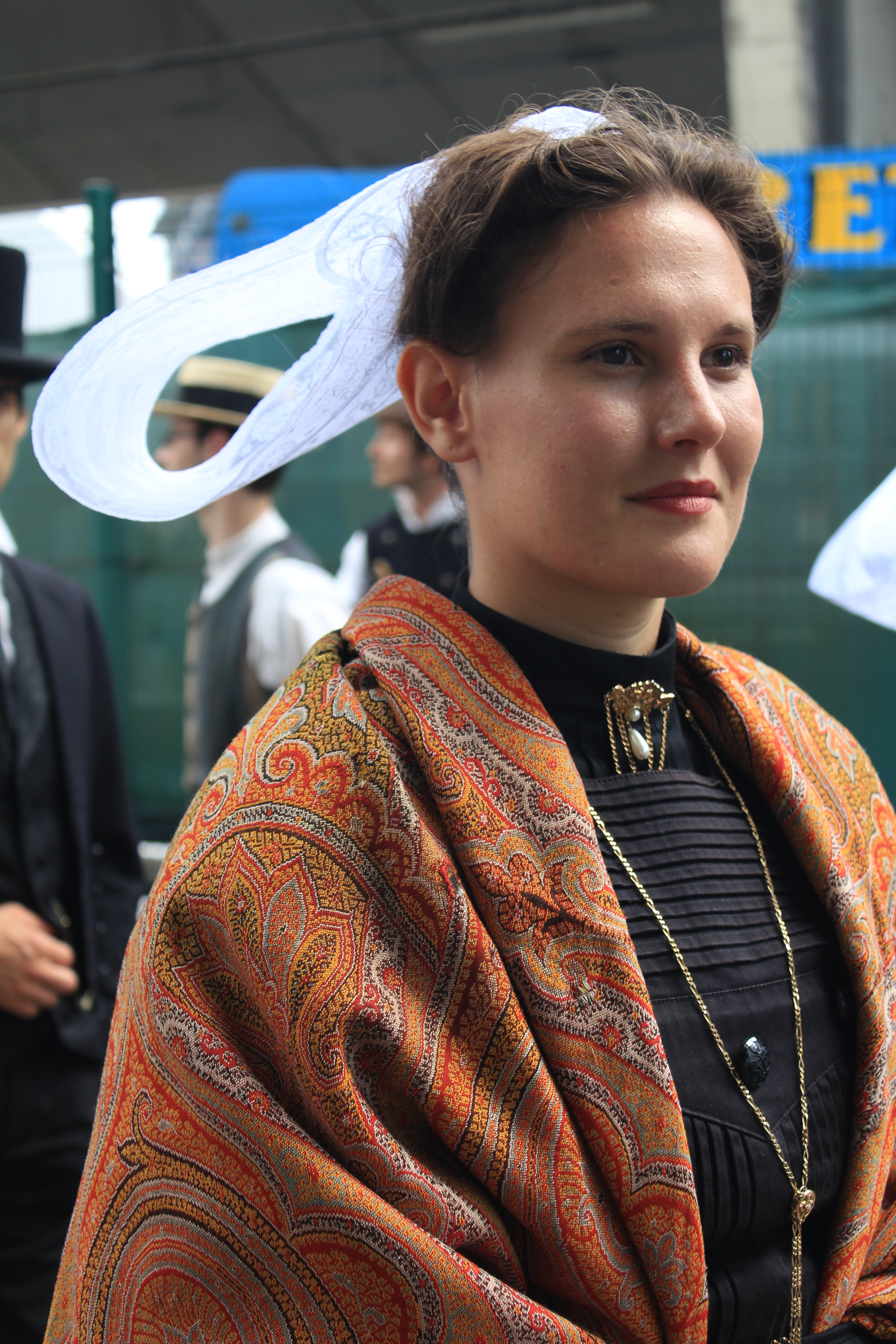
Coiffe bretonne du Trégor.

Les formes locales du breton pratiquées sur le territoire sont regroupées sous le nom de breton trégorrois.
Au XXe siècle, les écrivains Anjela Duval et Maodez Glanndour illustrent la pratique de la langue bretonne dans la région,,.
Le Trégor est le nom d'un hebdomadaire publié à Lannion.

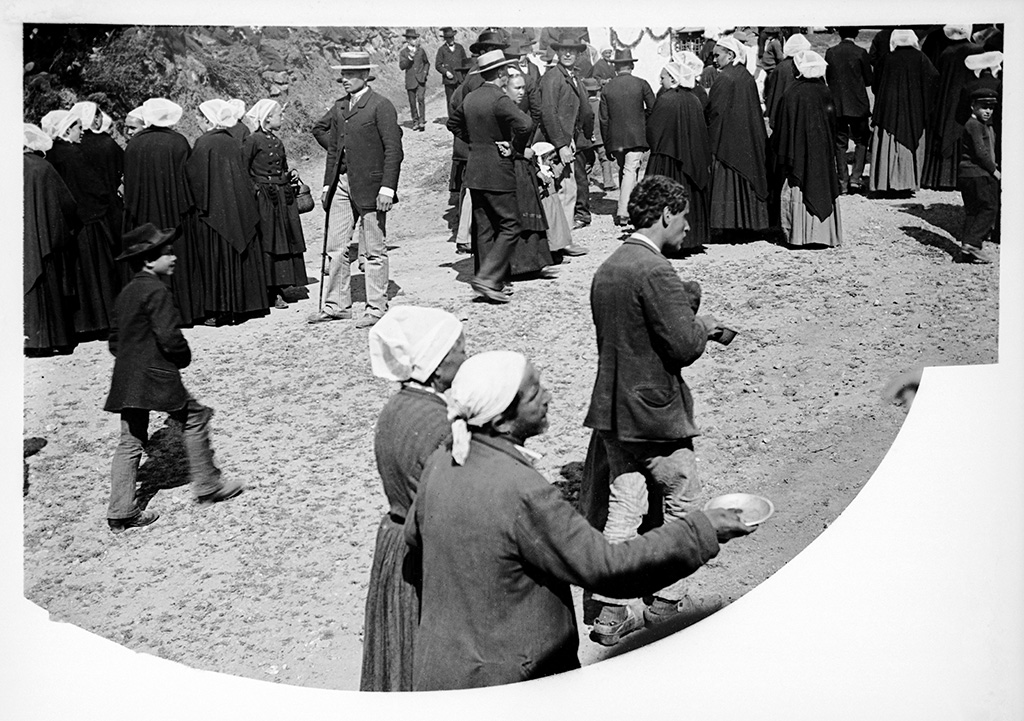
Mendiants lors du Pardon de Saint-Jean-du-Doigt photographié par Charles Géniaux entre 1902 et 1905. Les femmes portent la toukenn, coiffe emblématique du Trégor.
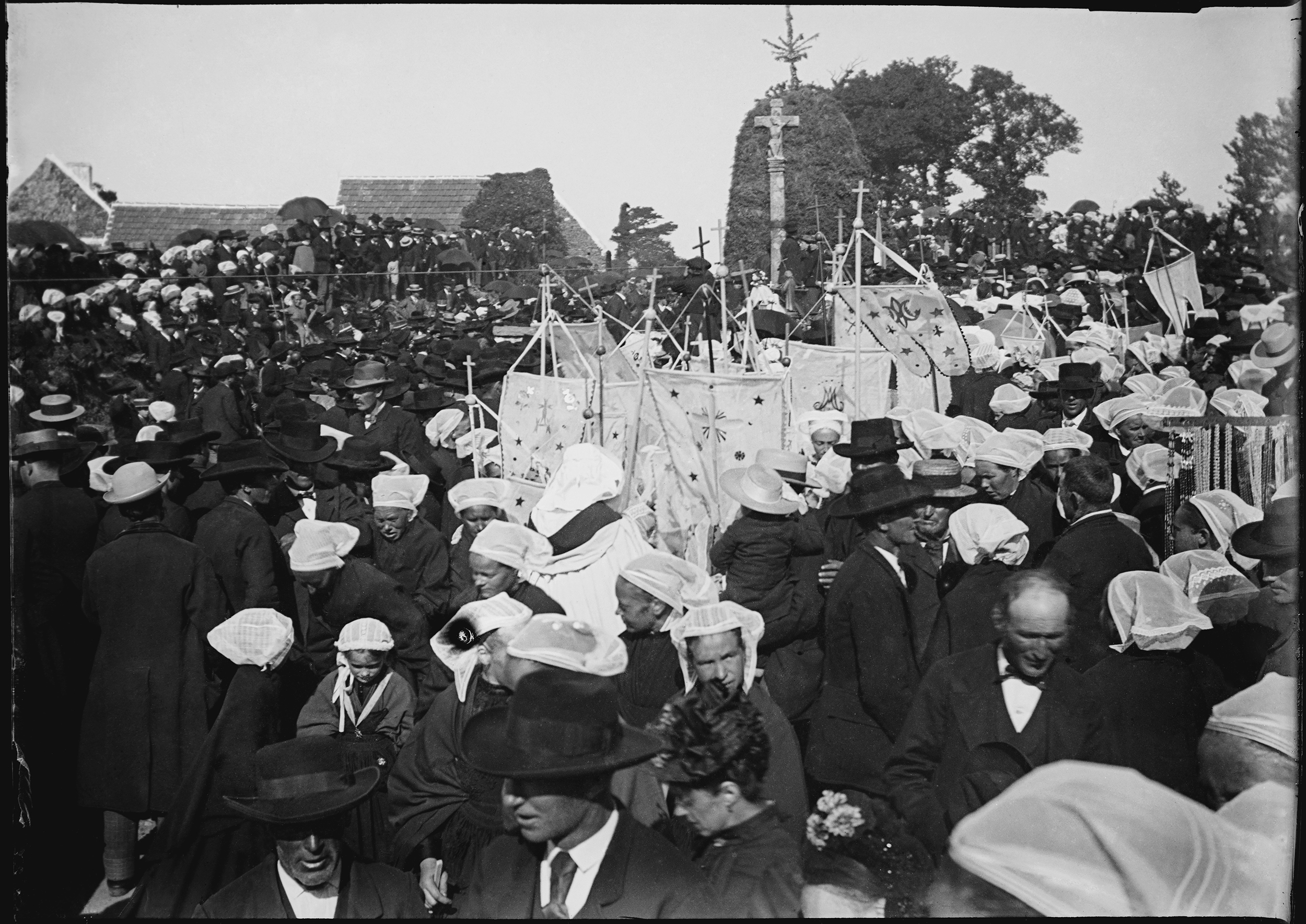
Pardon de Saint-Jean-du-Doigt photographié par Charles Géniaux entre 1902 et 1905. Les femmes portent la toukenn, coiffe emblématique du Trégor.

## Économie
Orientée autour de trois pôles : le tourisme, les activités agro-alimentaires et le secteur des télécoms.
Le plus grand centre de recherche et développement (R&D) d'Orange (1 500 chercheurs) est implanté à Lannion. Dans les locaux lannionnais ont notamment été inventés le Minitel, le premier prototype de téléphone mobile, ou encore le visiophone et la Livebox…

### Le tourisme et les activités culturelles
Le tourisme est essentiellement côtier, avec notamment la côte de granit rose et la Lieue de Grève entre Plestin-les-Grèves et Saint-Michel-en-Grève, quoiqu'on trouve à l'intérieur des terres plusieurs sites remarquables et à visiter : la ville de Lannion, les châteaux de Tonquédec (en ruines) et de Rosanbo (à Lanvellec), l'embouchure du Léguer au Yaudet (en Ploulec'h), la cathédrale de Tréguier, les nombreuses chapelles du XIVe siècle et au-delà, les menhirs de Saint-Uzec et de Saint-Samson à Pleumeur-Bodou, les allées couvertes, les carrières de granite gris sur l'Ile-Grande et de granite rose à La Clarté, le radôme et le musée des télécommunications de Pleumeur-Bodou qui côtoient un village gaulois reconstitué fidèlement ainsi que le planétarium de Bretagne équipé d'un système de projection très performant.
Le Trégor propose en été plusieurs festivals : le festival des Hortensias à Perros-Guirec en juillet, le festival du chant de marin à Paimpol en août, le festival de Buguélès un an sur deux au mois d'août et les fêtes de la Saint-Loup à Guingamp en deuxième quinzaine d'août. D'autres festivals de grande importance se déroulent aussi hors de la période estivale, comme les Rencontres Internationales de Musique Ancienne en Trégor à Lanvellec.
Les activités sportives sont également nombreuses avec plusieurs ports de plaisance (Perros-Guirec, Trébeurden...), des clubs de plongée, clubs de voile (Plestin les Grèves, Locquirec), le golf de Saint-Samson (Pleumeur-Bodou) ainsi que de nombreux chemins de randonnée, dont une portion importante du sentier des Douaniers.

### L'agriculture et l'élevage
Peu d'activité de pêche, mais beaucoup de petites exploitations agricoles. Le Trégor compte aussi sur une industrie agroalimentaire et une bio-industrie forte, représentant plus de 2 300 emplois.

## Personnalités trégorroises
Écrivains de langue bretonne
- Yves Berthou, poète, né à Pleubian.
- Anjela Duval, poétesse
- Maodez Glanndour, poète.
- Jules Gros, linguiste.
- Divi Kervella, linguiste.
- François-Marie Luzel, dit aussi Fañch an Uhel, folkloriste, originaire de Plouaret.
- Maria Prat, dramaturge.
- Fanch Peru, poète
- Narcisse Quellien, poète et folkloriste, né à La Roche-Derrien.

Écrivains de langue française
- Anatole Le Bras (ou Le Braz).
- Charles Le Goffic, né à Lannion.
- Michel Mohrt, écrivain et académicien français, né à Morlaix.
- Ernest Renan, philosophe, né à Tréguier
- Tristan Corbière, poète, né à Morlaix

Chanteurs de langue bretonne
- Annie Ebrel, chanteuse.
- Marc'harit Fulup, conteuse et chanteuse populaire de Pluzunet.
- Marthe Vassalo, chanteuse.

Sportifs
- Pierre-Yves André, footballeur, né à Lannion en 1974.
- Anthony Le Gall, footballeur, né à Morlaix en 1985

Politiques
- Mona Bras, porte-parole de l'Union démocratique bretonne.
- Alain Gouriou, député-maire de Lannion.
- François Tanguy-Prigent, 1909-1970, syndicaliste, homme politique et résistant. Ouvrier agricole, il se syndique à la fédération paysanne. Socialiste, il est élu député en 1936 et refusera les pleins pouvoirs à Pétain. Après s'être engagé dans la Résistance, il sera nommé ministre de l'agriculture en 1944. Il militera au PSU dans les années 1960. Il repose aujourd'hui à Saint-Jean-du-Doigt (29).
- Édouard Ollivro
- Yves Le Trocquer, homme politique sur le plan national, né à Pontrieux.

Autres personnalités
- Saint Tugdual, l'un des sept saints fondateurs de la Bretagne
- Saint Yves originaire du Minihy, commune rattachée à Tréguier, est l'un des deux saint patron de la Bretagne et le saint patron de toutes les professions de justice et de droit, notamment celle des avocats.
- Guy Ropartz, compositeur, né à Guingamp
- Morley Troman, sculpteur.
- Guillaume Lejean, explorateur, géographe, né à Plouégat-Guérand
- Pierre Taupin, chef chouan actif dans l'est du Trégor, mort à Tréglamus en 1800.